# Kecamatan Genteng (distrikt i Indonesien, lat -7,26, long 112,75)
Kecamatan Genteng är ett distrikt i Indonesien.   Det ligger i provinsen Jawa Timur, i den västra delen av landet, 700 km öster om huvudstaden Jakarta.